# Los Caprichos

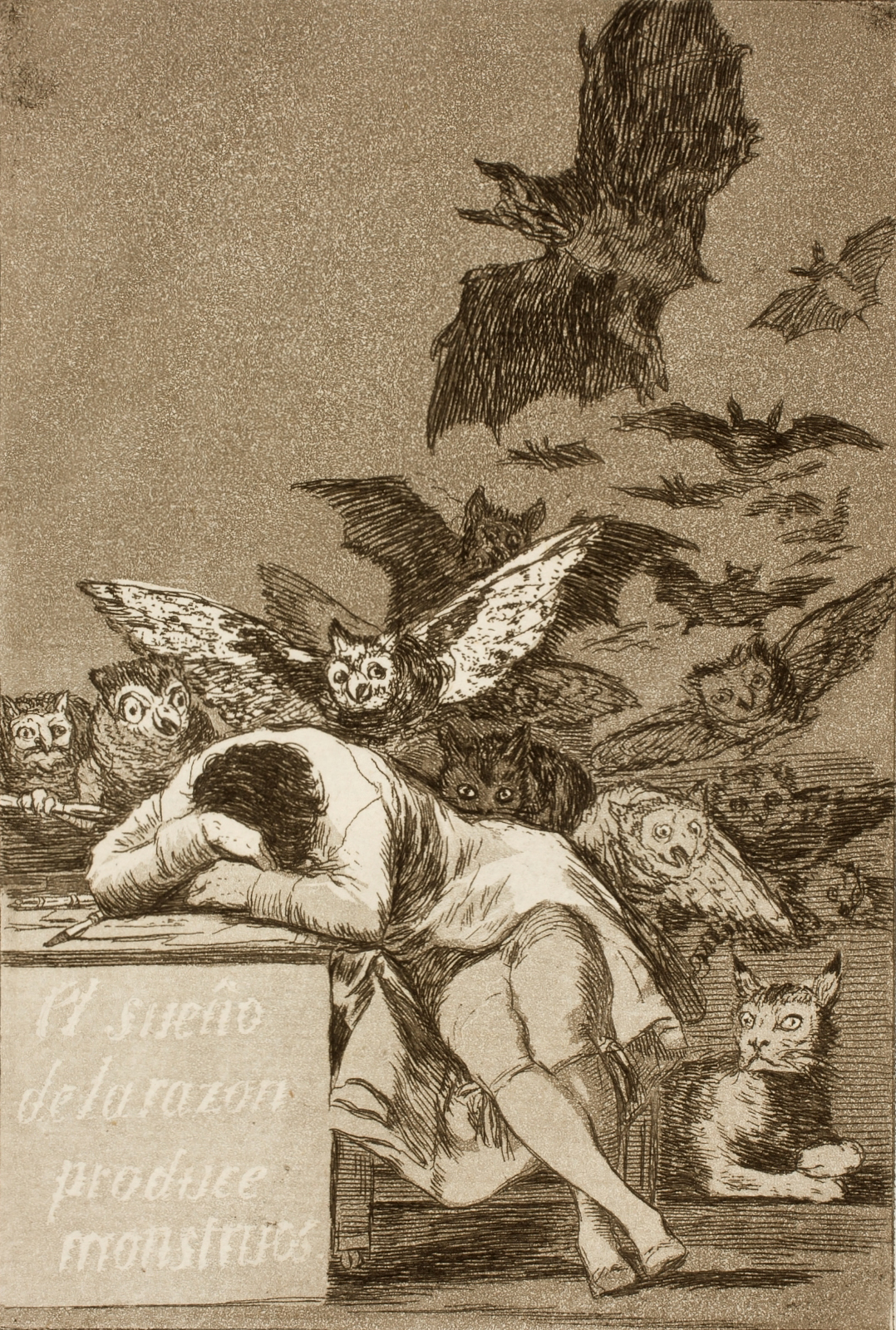
De slaap van de rede brengt monsters voort, het bekendste werk uit de Los Caprichos.

Los Caprichos zijn een reeks van 80 aquatint-etsen, gemaakt door de Spaanse kunstenaar Francisco Goya in 1797 en 1798. De etsen werden in 1799 samen uitgebracht als een album.
Los Caprichos waren bedoeld als een artistiek experiment waarmee Goya de universele dwaasheden van de Spaanse gemeenschap waarin hij leefde wilde uitbeelden. Zo zijn de schetsen gericht tegen de overheersing van bijgeloof, de onwetendheid en onkunde van verschillende leden van de regerende klassen, pedagogische tekortkomingen, mislukte huwelijken en de neergang van de rationaliteit. Sommige van de schetsen behandelen ook het antiklerikalisme.
Het werk wordt gerekend tot de verlichting van het 18e-eeuwse Spanje. Goya maakte voor elke ets uit de reeks een korte omschrijving waarin de vaak cryptische betekenis van het werk wordt uitgelegd. Deze omschrijvingen worden tegenwoordig bewaard in het Museo del Prado.

## Galerij

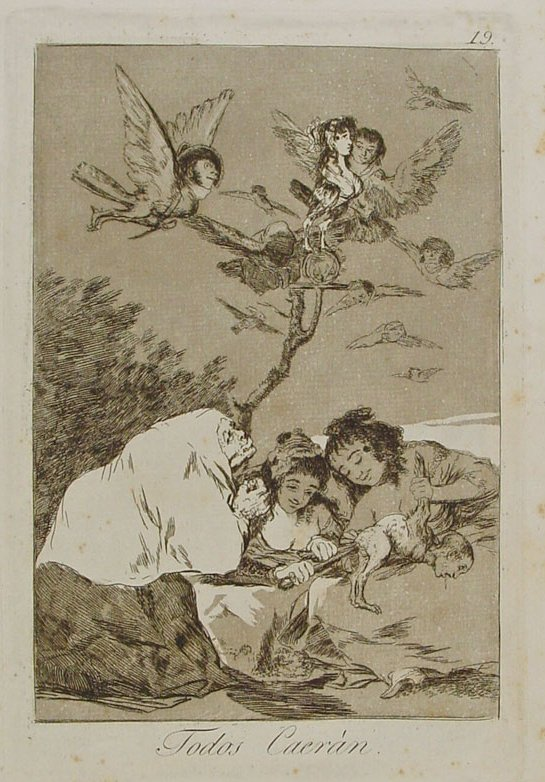
Nr. 19: Todos caerán (Alles zal vallen)
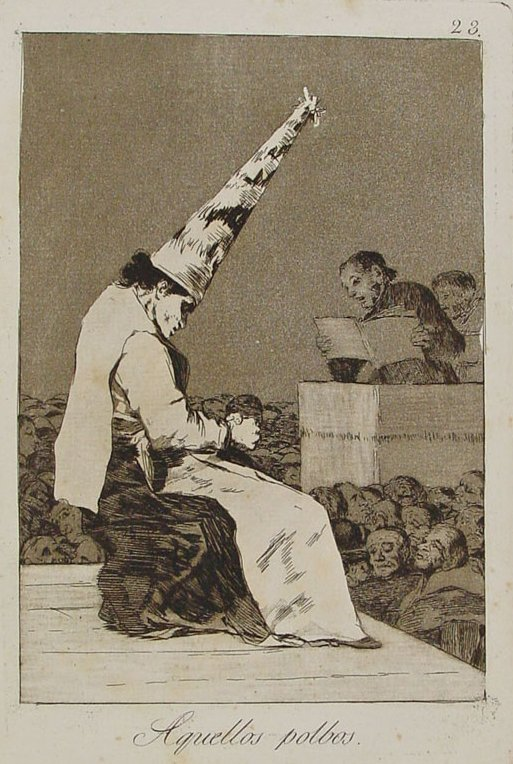
Nr. 23: Aquellos polvos (Zie het resultaat)
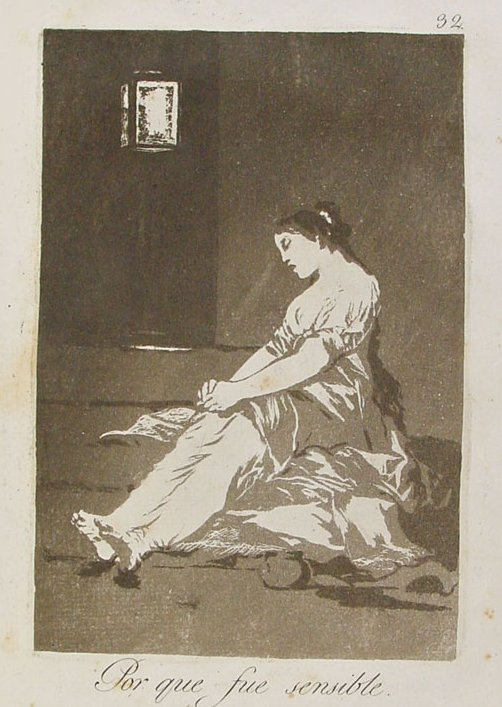
Nr. 32: Porque fue sensible (Zo makkelijk te beïnvloeden)
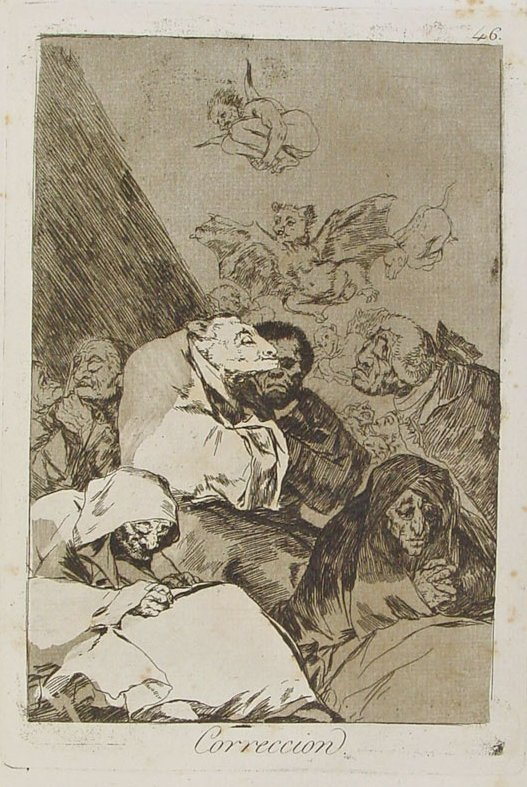
Nr. 46: Corrección (Terechtwijzing)
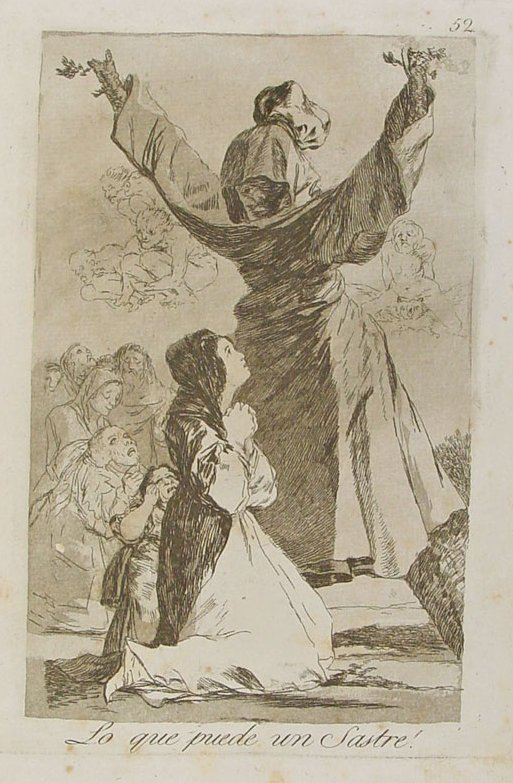
Nr 52: ¡Lo que puede un sastre! (Kleren maken de man)
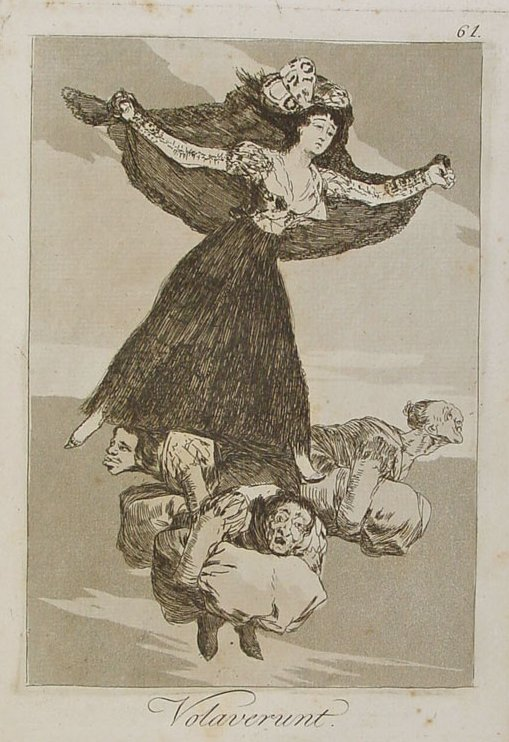
Nr. 61: Volavérunt (Ze vliegen)
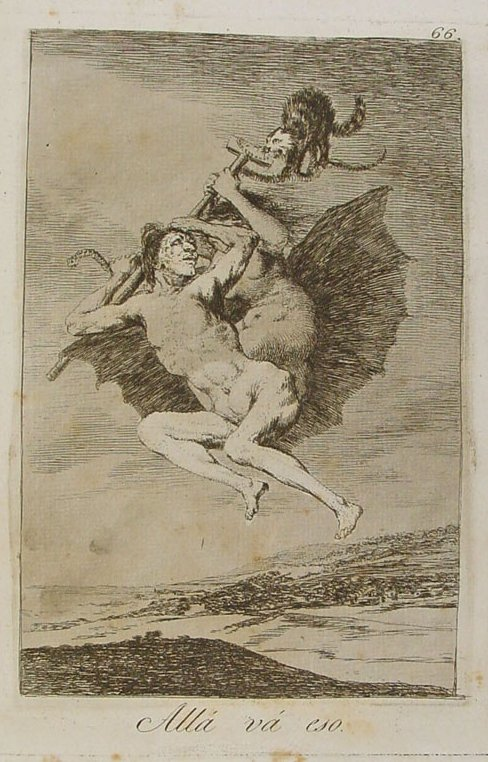
Nr. 66: Allá va eso (Daar gaan ze)
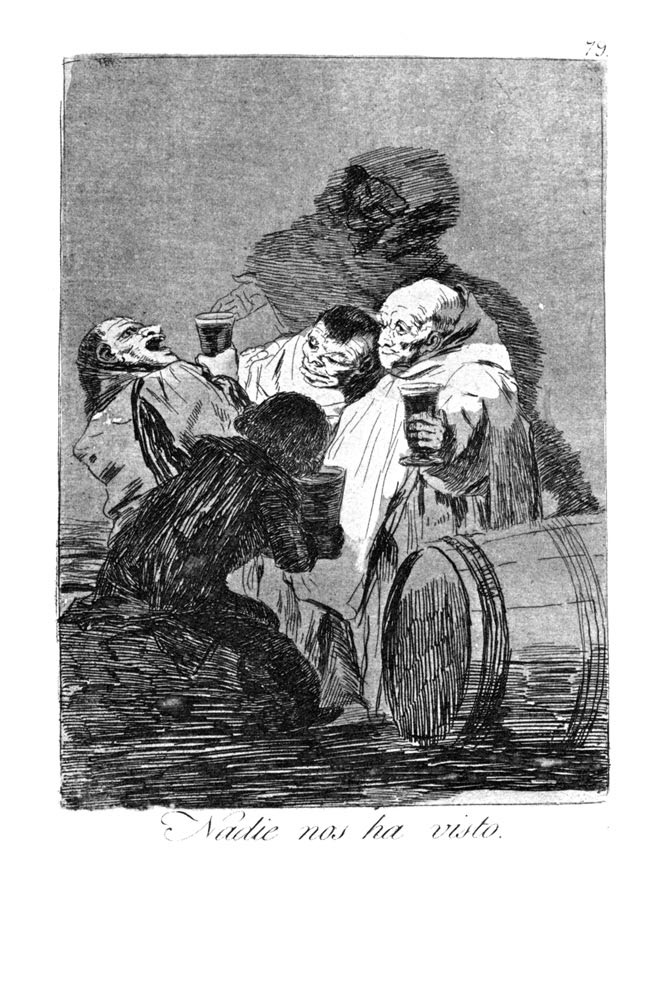
Nr. 79: Nadie nos ha visto (Niemand heeft ons gezien)
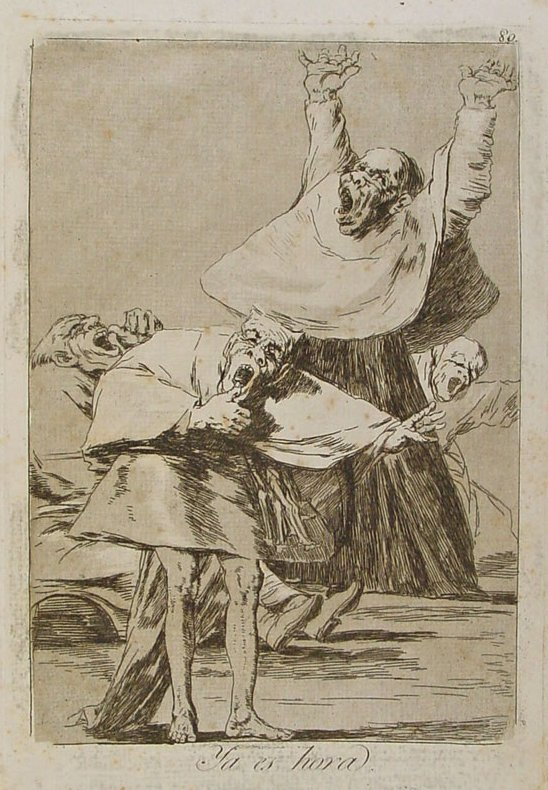
Nr. 80: Ya es hora (Het is tijd)